# Finn ősvallás
A finn ősvallás a balti-finn pogányság vagy másképp a balti-finn politeizmus egy ága volt, a kereszténység felvétele előtt (13. század).
A finnek már a 13. század óta keresztények, de hagyományos vallásuk sokáig fennmaradt népköltészetükben. A legismertebb finn népdalgyűjtő Elias Lönnrot volt, aki az általa gyűjtött anyagból összeállította a finnek nemzeti eposzát, a Kalevalát. A Kalevala fontos forrásműve a finn vallásnak. Énekei különböző időkből származnak. A teremtéstörténet, a varázsigék az ófinn korszakból, a nagy hősökről szóló versek pedig a viking korból származnak.
A finnek szerint minden, ami létezik a világon annak külön istene van. Isteneiket felruházták jó és rossz tulajdonságokkal és tettekkel, de csak kevés istenhez tartoztak mítoszok. Egyes istenek az idők folyamán hősök lettek és így tovább éltek a nép emlékezetében, míg el nem mondták Lönnrotnak, aki leírta őket a Kalevalába. Így maradt fenn a nép emlékezetében „vénséges vén” Väinämöinen vagy Ilmarinen kovácsmester az „öröktől való vasverő”.

## Isteneik
A hagyományos vallás isteneinek nagy része a természethez és termékenységhez kötődik, de vannak más funkciójú istenek is.
A finnek főistene Ukko volt. Ő az ég istene. Egyéb nevei: felső isten, mennyei atya, felhők ura, levegő királya, ég köldöke. Minden neve arra utal, hogy az égben lakott, az ég köldöke elnevezés arra utal, hogy szállása az ég közepén található. Ő adja az esőt, a havat, tőle származik a vihar, a mennydörgés és a villám. A villám az ő kardja vagy lándzsája, a szivárvány pedig az íja, amivel a villámokat szórja. A főisten villámszóró szerepe nemcsak a finneknél található mag, hanem más népeknél is (pl.: görög Zeusz, római Iuppiter, magyar Tengri, lapp Tiermes). Az emberek ura és segítője. A szivárvány Ukko (Isten) íjával való azonosítása feltehetően a kereszténység megismerése után jelent meg. A Bibliában (Ószövetség) az Özönvíz után isten az égre helyezi a béke jeleként az íját ami a szivárvány. Ez a „véletlen” egybeesés talán ennek köszönhető. Ukkonak van egy tüzes inge, ami azt a vörös felhőt jelképezi, ami mögött a vihar szokott rejtőzni. Ünnepe tavaszi vetéskor volt. Áldozati ajándékokat nyírfaháncsból készült tárolóba helyezték. Ezeket az áldozati ajándékokat aztán Ukko hegyeire (Ukko vuori) helyezték, hogy az isten kiszolgálhassa belőle magát éjjel. Úgy tartották, hogy ő a medvék atyja.
Ukko felesége Akka volt. Talán ő is, mint oly sok főisten felesége Földanya és Ukko mellett a mennydörgés istennője lehetett. A legfőbb égitestek is külön istennek számítottak. Päivä a Nap, Kuu a hold, Tähti a csillagok és Otava a Göncöl csillagkép istene volt. Egy finn mítosz arról szól, hogy a Nap, a Hold és a Csillag megkérték a Suometar nevű szűz kezét. A szűz a szép csillagot választotta. Suometar valamelyik csillag vagy csillagkép esetleg a hajnal metaforája. Csillaggal vagy csillagképpel való azonosítását támasztja alá az is, hogy Csillagot (Tähti) választotta. A Nap lány és istennője Päivätär. Szivárványon vagy sötét erdő szélén ülve sző és fon. Egyes feltételezések szerint nem más, mint a Kalevalában szereplő Pohloja szüze. Päivätär mintájára a többi égitestnek is volt lánya. Kuutar a Hold, Tähetär a Csillag és Otavatar a Göncöl lánya volt. Ők arany öveket és más ékszereket osztogattak. Az emberek Otavatarhoz imádkoztak, hogy segítse visszaszerezni az ellopott tárgyakat, mert ő mindent lát. Panu Päivä fia és a földi tűz istene. Koi néven a Hajnal istenét tisztelték. A Luonnatarok három szűz volt, akiket Ukko teremtett.
A levegő vagy a természet lányai. Közéjük tartozott vagy szolgálólányuk volt Ilmatar, Väinämöinen anyja. A ködök és párák istennőjét Untarnak vagy Termenetärnak hívták. Tuulen Tytär, Etelätär és Suvetar három szélistennő volt, ezen kívül Suvetar a nyájak őrzője is. Ilmarinen, a nagy kovács, az ég készítője. A Kalevalában ő kovácsolja a Szampót, a csodamalmot. Eredetileg a levegő férfi szelleme. A Kalevalában „öröktől való vasverő” a mellékneve (állandó jelzője). Ilmatar és Ilmarinen neve a finn ’ilma’ (levegő) szóból származik, ez arra utal, hogy egykor a levegővel kapcsolatos istenek vagy szellemek voltak. Jumala kezdetben ég- és főisten volt, de idővel Ukko vette át ezt a szerepet. Ez nem egyedülálló a vallások történetében. Ilyesmi történt az óészaki vallásban is. Ott Tyr volt eredetileg a főisten, de Odin kiszorította. Tyr megmaradt had- és jogistennek, és az egyik legfontosabb isten volt. Jumala sem tűnt el. Miután a finnek áttértek a kereszténységre a keresztény Istent Jumalának nevezték. Egy másik ősi égistent Kave néven tiszteltek, aki később a Hold ciklusainak istene lett. Kave Väinämöinen apja. A finnek számára fontos lehetett a Hold, hogy ciklusainak is külön istent szenteltek. Äkräs termékenységisten volt, de volt egy Lempo nevű termékenységszellemük, aki később a gonosz megtestesülése lett. A tenger istene Ahti vagy Ahto. Tiszteletreméltó öregembernek képzelték el fűszakállal és habruhában. Igen gazdag, mert a Szampó legnagyobb darabja az ő kezébe került. Érdekes, hogy az óészakiaknál és a finneknél idős a tenger istene (óészaki:Njörd).
Ahti felesége Vellamo, a vizek kegyelmes asszonya. Lányait sokszor említi a Kalevala. Karéliéban tiszteltek egy Vedenemo nevű vízistennőt. A vízi lények nagy része jó szándékú, de vannak kegyetlen szörnyek is közöttük. Ilyen például Vesi-Hiisi, Vetehinen, Turso (Iku-Turso, Tursas) aki a háború istene is. Pellarvoinen vagy Sampsa a vetés istene. Pekko vagy Pellon Pekko a termés istene. Tapio az erdő istene Tapiolában vagy Metsolában lakik. Tapio felesége Mielikki az erdő kegyelmes asszonya és istennője. Nyyrikki Tapio fia és a vadászat istene. Tapio és Mielikki lányai Tellervo az erdő istennője és Tuuliki az állatok istennője. Hozzá imádkoztak a vadászok, hogy küldjön állatokat, amiket levadászhatnak:
„Erdő tündére
Erdő tündére,
szíves szűz,
Tulikki, Tapió lánya!
Hajtsd az élést lankásidra!
Legtágasabb tisztásidra!
Futni hogy tán berzenkedne,
Vagy vágtatni rest lehetne,
Vegyél vesszőt a berekből,
Azzal horpaszát csikoljad;
Hadd szaladjon szép sebesen,
Hamarosan hadd siessen,
Üző embernek elibe,
Folyton járónak helyibe!
Ösvényre ha ér az élés,
Tereld azt a hőshöz szépen,
Tedd elé a két tenyered
Kétfelől kerítésképpen,
Hogy az élés el ne szökjön,
Útmellékre ne szegődjön.
Ha netán az élés szökne,
Út mellékire szegődne,
Fogd fülön s emeld az útra,
Hozd ösvényre szarván fogva!
Tőke van útjain keresztbe,
Szén van olykor ottan oldalt,
Kerítés jön szembe véle,
Fektesd a kerítést félre,
Vesszőköznél minden ötnél,
Egyszer minden hét cölöpnél!”
A medvék szelleme Otso volt. Näkki a tavak, kutak, hidak ijesztő szelleme. A jóindulatú erdei szellemeken kívül, ahogy a vízieknél is, vannak rossz szellemek is az erdőkben. Ilyen rossz szándékú erdei lény Hiisi, az utálatos erdei ördög, a nőrabló Horna vagy Vorna, Ajatar vagy Ajattara, aki egy lidércféle csábító nőalak a lidércnyomás okozója. Ajatar és a magyar szépasszony esetleg vadleány rokona (mivel erdőkben él közelebb áll a vadleányhoz). Sukkamieli a szerelem istennője volt. Uni az alvás, Untamo az álmok istennője. Munne a szembajokat, Lemmas a sebeket gyógyító istennő, Suonetar pedig az erek és inak gondviselő istennője. A Sinetärek a festés, Kankahatarok a festés védőasszonyai. Aarni oltalmazta az elásott kincseket. Pihatonttu, az udvar védelmezője.
Antero Vipunen egy halott óriás. Védelmezője a mély tudásnak és mágiának. Kotitonttu az otthon védelmezője. A szauna védelmezője Saunatonttu volt. A finneknél az alvilág Tuenola vagy Manala. Manala eredetileg maa alla lehetett, de aztán egybeejtették rövid a-val. Mana vagy másik nevén Tuoni a halál istene, az Alvilág ura. Tuoni felesége Tuonen Akka vagy Tuonelan Emäntä volt, akit horgas-ujjú, torz-állú vénasszonynak képzeltek el. Vendégeit kígyóval és békával kínálja meg. Loviatarnak hívják Tuoniék vérszomjas, vak lányát, aki a Kilenc betegség anyja. Tuonetar Tuoniék jó lánya. Kiputyttö (Tuoniék lánya) és Kivutas a betegségek istennői.